# ハルカハミングバード
ハルカハミングバード（1987年3月30日-）は、熊本県出身のヴォーカリスト、シンガーソングライター。

## 来歴
コーラスユニット・Missing Linkの「HARUKA」として歌手デビューし、映画『ハンサム★スーツ』主題歌「マイ★レボリューション」他を発表。2012年に同ユニットが解散したのち、2年間の休養を経て、2014年にソロ歌手としてデビュー。そのデビュー作となった「炎の花」は東海テレビ放送の2014年4-6月期放送の帯ドラマ『聖母・聖美物語』のオープニング主題歌に採用された。

## 人物
沖縄出身の父親と、熊本出身の母親との間に産まれる。小さいころから母親の影響で音楽に親しんでいた。中学生のときに受けたオーディションで歌うことの楽しさに気づき、シンガーを目指すようになる。高校生になって、再びオーディションを受け、熊本と東京とを往復しながら音楽活動を開始し、Missing LinkのメンバーとしてSony Music Entertainmentよりメジャーデビューする。
出身の熊本県・南関町の親善大使を務める。
子どものころから洋服やファッションが好きで、Missing Link時代のメンバーの衣装や、現在のソロ活動での自身の衣装も自らコーディネイトしている。スタイリストの小松未季の洋服ブランド『ADELLY』のインフルエンサーも務めている。同ブランドのポップアップショップ開催時には、店頭に立つなどして販売を手伝っている。

## 活動

### LIVE
- 2016年9月29日(木)　ハルカハミングバード　Live at Melody Line
- 2016年12月6日(火)　ハルカ ハミングバード×岡部磨知　at　Melody Line
- 2017年5月30日(火)　ハルカハミングバード　Live at Melody Line
- 2017年12月8日(金)　ハルカハミングバード　Live at Melody Line
- 2018年8月23日(木)　ハルカハミングバード　時の交差点　at 青山 月見る君想フ
- 2019年2月25日(月)　ハルカハミングバード　Live at Melody Line
- 2019年7月1日(月)　ハルカハミングバード　カヴァーライブ「ハルカ風」　Live at GRAPES北参道
- 2019年11月25日(月)　ハルカハミングバード　Live at ラドンナ原宿
- 2020年4月24日(金)　ハルカハミングバード　バースデーライブ　at Melody Line　開催延期
- 2020年6月22日(月)　無観客ライブ～Acoustic Night開催　Live配信
- 2020年10月22日(木)　配信ワンマンライブ　Live配信(ZAIKO)
- 2021年6月13日(日)　ハルカハミングバード「危険なあいつ」Live at ラドンナ原宿
- 2022年3月30日(水)　ハルカハミングバード　バースデーライブ at Melody Line

### 出演イベント
- 2015年9月26日(土)　【ASO FEST 2015 / 阿蘇フェス2015】　at  熊本県野外劇場アスペクタ｜ASPECTA
- 2016年11月12日(土)　I'M POSSIBLE FESTIVAL 2016 at Tsutaya o-crest
- 2016年10月8日(土) 　RISE UP AGAIN KUMAMOTO　at　アスペクタ
- 2016年10月30日(日)　熊本県立南関高等学校 文化祭「きなっせフェスタ」で卒業生として10曲を熱唱。[4]
- 2017年2月18日(土)　2017年世界ダウン症の日キックオフイベント　at　大正大学 8号館
- 2018年7月1日(日)　星美ホームチャリティーライブ　at　星美ホーム
- 2019年9月29日(日)　芝浦運河まつり
- 2019年11月17日(日)　第31回南関町　ふるさと関所まつり　at  南の関うから館特設会場（熊本県）

### 衣装スタイリング
- ももすももす　『Confession』『木馬』のMV衣装を担当

### 作品参加
- 映画「食べる女」メインテーマ曲を歌唱

### 配信動画
- 「ハルカ風」～ピアノの伴奏に乗せて男性ヴォーカルの名曲をカヴァーするYouTubeチャンネル[5]
  - SMAP / 夜空ノムコウ / Haruka Hummingbird【ハルカ風カヴァー】
  - 尾崎豊 / I LOVE YOU / Haruka Hummingbird【ハルカ風カヴァー】
  - 杉真理 / Hold On / Haruka Hummingbird【ハルカ風カヴァー】
  - 秦基博 / ひまわりの約束 / Haruka Hummingbird【ハルカ風カヴァー】
  - サザンオールスターズ / いとしのエリー / Haruka Hummingbird【ハルカ風カヴァー】
  - 沢田研二 / 時の過ぎゆくままに / Haruka Hummingbird【ハルカ風カヴァー】
  - 大江千里 / Rain / Haruka Hummingbird【ハルカ風カヴァー】
  - 上田正樹 / 悲しい色やね / Haruka Hummingbird【ハルカ風カヴァー】
  - 沢田研二 / ス・ト・リ・ッ・パ・ー / Haruka Hummingbird【ハルカ風カヴァー】
  - キリンジ / エイリアンズ / Haruka Hummingbird【ハルカ風カヴァー】
  - スピッツ / ロビンソン / Haruka Hummingbird【ハルカ風カヴァー】
  - ORIGINAL LOVE / 接吻 / Haruka Hummingbird【ハルカ風カヴァー】
  - 沢田研二 / 君をのせて～明日にかける橋Remix～ / Haruka Hummingbird【ハルカ風カヴァー】

### LIVE配信
- SHOWROOMで歌やトークで毎日1時間程度配信中
  - 2020年5月30日にSHOWROOM配信スタート
  - 2020年10月22日現在、毎日連続配信記録は128日、これまでSHOWROOM配信の中で歌った曲は約200曲に上る。

## ディスコグラフィー

### シングル
1. 炎の花（2014年6月11日　マキシシングル）
  1. 炎の花　東海テレビ「聖母聖美物語」主題歌　(作詞/作曲：Haruka Hummingbird、編曲：Yuichiro Honda)
  2. のぞみ　(作詞：岡村幸彦、作曲：樋口了一、編曲：Yuichiro Honda)　(作詞/作曲：Haruka Hummingbird、編曲：Yuichiro Honda)
  3. Song for you　(作詞/作曲：Haruka Hummingbird、編曲：Yuichiro Honda)
2. 花が散る音（2019年5月15日　Live会場限定シングル、配信）
  1. 花が散る音　読売・日本テレビ系列「秘密のケンミンSHOW」エンディング　(作詞：ももすももす、作曲/編曲：堀越亮)
  2. 琥珀色セレナーデ　(作詞：ハルカ ハミングバード、作曲：フランツ・シューベルト/堀越亮、編曲：堀越亮/ハルカ ハミングバード)
3. シュレーディンガーの風／夜光（2022年3月30日　Live会場限定シングル）
  1. シュレーディンガーの風　読売・日本テレビ「「川島・山内のマンガ沼」」エンディング　(作詞/作曲/編曲：ももすももす)
  2. 夜光　(作詞：ももすももす、作曲/編曲：堀越亮)

### 未発売楽曲
1. First Snow オリジナル曲

- 他にもLIVEでしか聴けないオリジナル曲が複数ある